# ソックスレー抽出器

ソックスレー抽出器の概略。フラスコ (1) を加熱すると溶媒が蒸発し、冷却器 (9) で凝結して固体試料 (5) に滴下する。抽出された成分はフラスコ (1) に濃縮されていく。

ソックスレー抽出器（ソックスレーちゅうしゅつき, Soxhlet extractor）は、固体試料から溶媒によって物質を効率よく抽出するための装置。1879年にドイツの化学者フランツ・フォン・ソックスレーによって発明された。

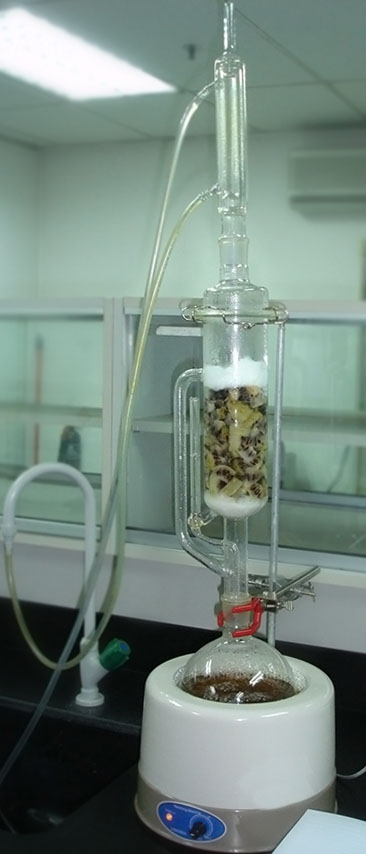
果物中の化学物質の抽出。溶媒に溶ける成分だけが下のフラスコに濃縮されていく。

一般的なソックスレー抽出器は、最下部に溶媒を入れたフラスコ、中間に固体の試料を入れたろ紙あるいは焼結ガラスでできた容器、最上部に冷却管がついた装置である。フラスコを加熱すると溶媒は蒸発し、最上部の冷却管で凝結する。この溶媒は滴下する際に固体試料に滴り落ち、目的成分を少量溶かしこんだ後、フラスコへと戻る。通常の場合、目的成分は溶媒より沸点が高いため、このサイクルを繰り返すことで、フラスコ内には徐々に目的成分が濃縮されていくことになる。還流する溶媒は目的成分を含まないので飽和することはなく、比較的少量の溶媒で効率よく抽出を行うことができる。